# 984 Gretia
984 Gretia eller 1922 MH är en asteroid i huvudbältet, som upptäcktes den 27 augusti 1922 av den tyske astronomen Karl Wilhelm Reinmuth i Heidelberg. Den är uppkallad efter den tyske astronomen Albrecht Kahrstedts svägerska.
Asteroiden har en diameter på ungefär 32 kilometer.